# Ưng ngỗng xám
Ưng ngỗng xám, tên khoa học Accipiter novaehollandiae, là một loài chim trong họ Accipitridae.